# 腹神經索

昆虫的解剖结构，其中⑤和⑲分别是脑（蓝绿）和腹神经索（深蓝）

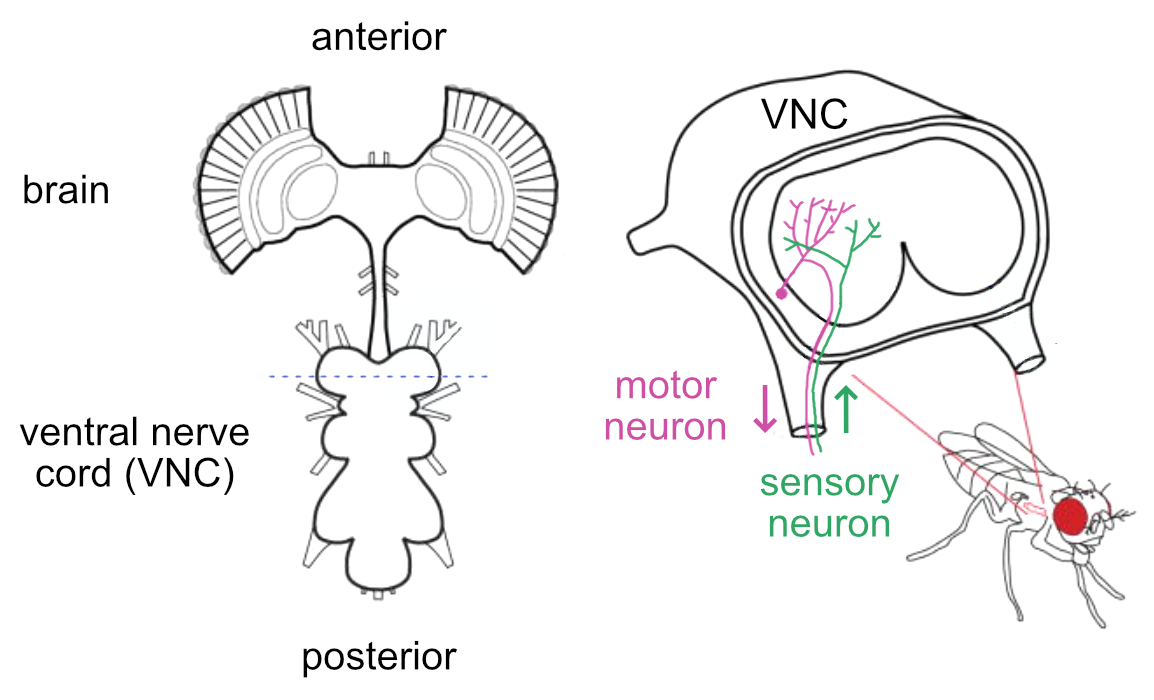
图1. 左图：果蝇中枢神经系统的示意图，包括大脑和腹神经索。右图：腹神经索的横截面，粉色为传出信号的运动神经元，绿色为传入信号的感觉神经元。经许可改编。

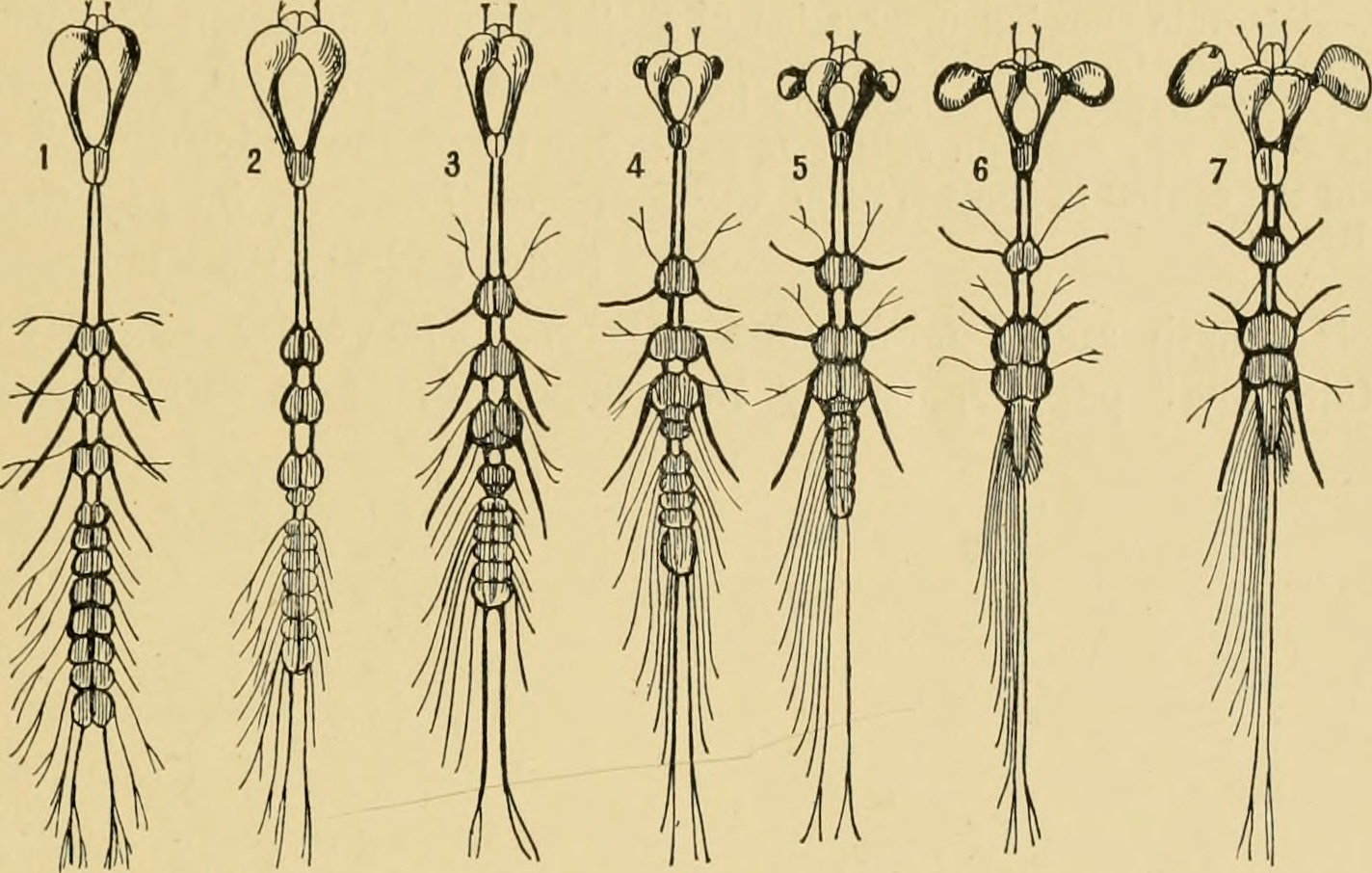
图2. 不同昆虫的中枢神经系统形态。可以看到在一些昆虫中（如最左）各个神经节相互分离，由神经索相互连接。另一些昆虫（如最右）一些神经节则相互聚合。

腹神经索是无脊椎动物中枢神经系统的主要结构，位于消化道的腹侧。它负责整合感官信息的输入和运动系统的输出，协调大脑与身体之间神经信号的相互传导。与脊椎动物位于消化道背侧的背神经索相比，腹神经索由一系列梯状成对相互连接的体节神经节融合组成，而且没有中空结构。
腹神经索的神经回路是去中心化的——由前端几对神经节环绕食道组成的脑只负责头部和口器的神经功能，其余身体部分都是由其体节相对应的神经节进行“地方自治”，不受脑部直接控制。这在无脊椎动物演化上的影响极其重要：大部分无脊椎动物在没有髓鞘导致神经传导速度慢的情况下仍可以只依靠腹神经索的神经反射及时应对突发变化（比如双翅目昆虫可以感受气流变化并下意识瞬间起飞躲避击打），甚至于头被切掉仍然可以正常行走甚至交配，说明在没有脑信号下达命令的情况下仅靠腹神经索也足以独立执行复杂的运动程序；但同时这种不够集权的神经架构也限制了智力的发展，使得除头足纲软体动物外的绝大部分无脊椎动物都没有真正意义上的思维认知能力，只能依赖本能应对周边变化。

## 结构
腹神经索沿着生物体的腹侧平面延伸。它由神经组织组成，与大脑相连。
无脊椎动物负责控制各个体节的腹神经索神经元聚集形成神经节。腹神经索前侧的神经元控制身体的前段，例如前腿等，而后侧的神经元控制身体的后段，如后腿和腹节。贯穿身体中轴的纤维神经束将身体从前到后的神经节相互连接起来。

## 功能
腹神经索的功能是整合和传递神经信号，与脊椎动物的脊髓功能相接近。它包含负责与大脑神经元相互传递信息的上行神经元（ascending neuron）和下行神经元（descending neuron），直接通过突触控制肌肉的运动神经元，从身体和周围环境感知信息的感觉神经元，以及负责协调这些神经元的中间神经元。一部分腹神经索神经元可以产生动作电位，而另一部分则不会产生动作电位，通过阶梯电位来传递信息。所有腹神经索神经元感受，过滤，放大和整合来自身体内部和来自环境外部的神经信号，从而指导并控制动物的各种行为。

## 进化
腹神经索存在于两侧对称动物的一些门中，特别是在线虫、环节动物和节肢动物中。在昆虫中，腹神经索得到了充分的研究。它们在不同昆虫中具有显著的形态多样性。一些昆虫的腹神经索呈绳梯状，控制各个体节的神经节相互分离，由神经束连接在一起（如蝗虫等）。在另一些昆虫中，各个神经节相互聚合而形成一整个腹神经索（如果蝇、蚊子等）。

## 发展
在发育过程中，昆虫的腹神经索由30个配对和一个未配对的神经母细胞按体节生成。人们可以根据其在身体中的位置、表达的分子和它们早期分裂时所产生的神经元形态来特异性地识别这些神经母细胞。每个神经母细胞产生两个半谱系（hemilineage）。其中半谱系A拥有较为活跃的Notch信号传导，而半谱系B则缺乏活跃的Notch信号传导。通过研究黑腹果蝇的半谱系，人们发现每个半谱系中所有的神经元都释放相同的初级神经递质。